# Kim Dung (người mẫu)
Lê Thị Kim Dung (sinh ngày 23 tháng 6 năm 1993) là một người mẫu Việt Nam, từng đạt thành tích: Quán quân Vietnam's Next Top Model 2017. Cô từng tham gia và lọt vào Top 12 của Vietnam's Next Top Model 2014.

## Tiểu sử
Kim Dung sinh năm 1993 tại Nam Định, cô tốt nghiệp Đại học Lao động - Xã hội Thành phố Hồ Chí Minh, sỡ hữu số đo là 79-62-91 cao 177 cm.

## Sự nghiệp
Cô từng tham gia chương trình Vietnam's Next Top Model vào năm 2014, nhưng chỉ lọt vào Top 12. Kim Dung được đánh giá là "viên ngọc thô". Nhưng sau khi rời khỏi chương trình, cô liên tục được mời tham gia các show diễn, là người mẫu được nhiều nhãn hàng "chọn mặt gửi vàng". Cô từng tham gia nhiều Tuần lễ thời trang Quốc tế Việt Nam - Vietnam International Fashion Week. Nhưng có điều phải công nhận là ở thị trường Hà Nội, Kim Dung không phải là cái tên thật sự nổi bật.
Năm 2017, cô quay trở lại và đoạt danh hiệu Quán quân Vietnam's Next Top Model 2017 All Stars. Trong đêm chung kết cuộc thi VietNam Next Top Model 2017, Kim Dung có màn đối đầu với hai thí sinh là Chà Mi và Thùy Dương. Cả ba đã trải qua hai phần thi là catwalk với trang phục của NTK Lý Giám Tiền, và phần thi thứ hai là chụp ảnh theo chủ đề "I'm a star". Trong phần thi thứ nhất, Kim Dung được ban giám khảo đánh giá có sự mềm mại, tinh tế. Trong thử thách thứ hai, màn trình diễn của ca ba thí sinh đều được khán giả đánh giá cao, và đặc biệt là giám khảo Nam Trung và Trương Ngọc Ánh khen ngợi đây là màn trình diễn tuyệt vời.

## Thành tích
- Top 12 Vietnam's Next Top Model 2014
- Quán quân Vietnam's Next Top Model 2017 All Stars
- Người mẫu phong cách 2017
- Đề cử cho hạng mục Người mẫu được yêu thích nhất 2017.
- Sải bước tại các sàn catwalk lớn trên thị trường thời trang nổi tiếng.[2]